# Arrokoth

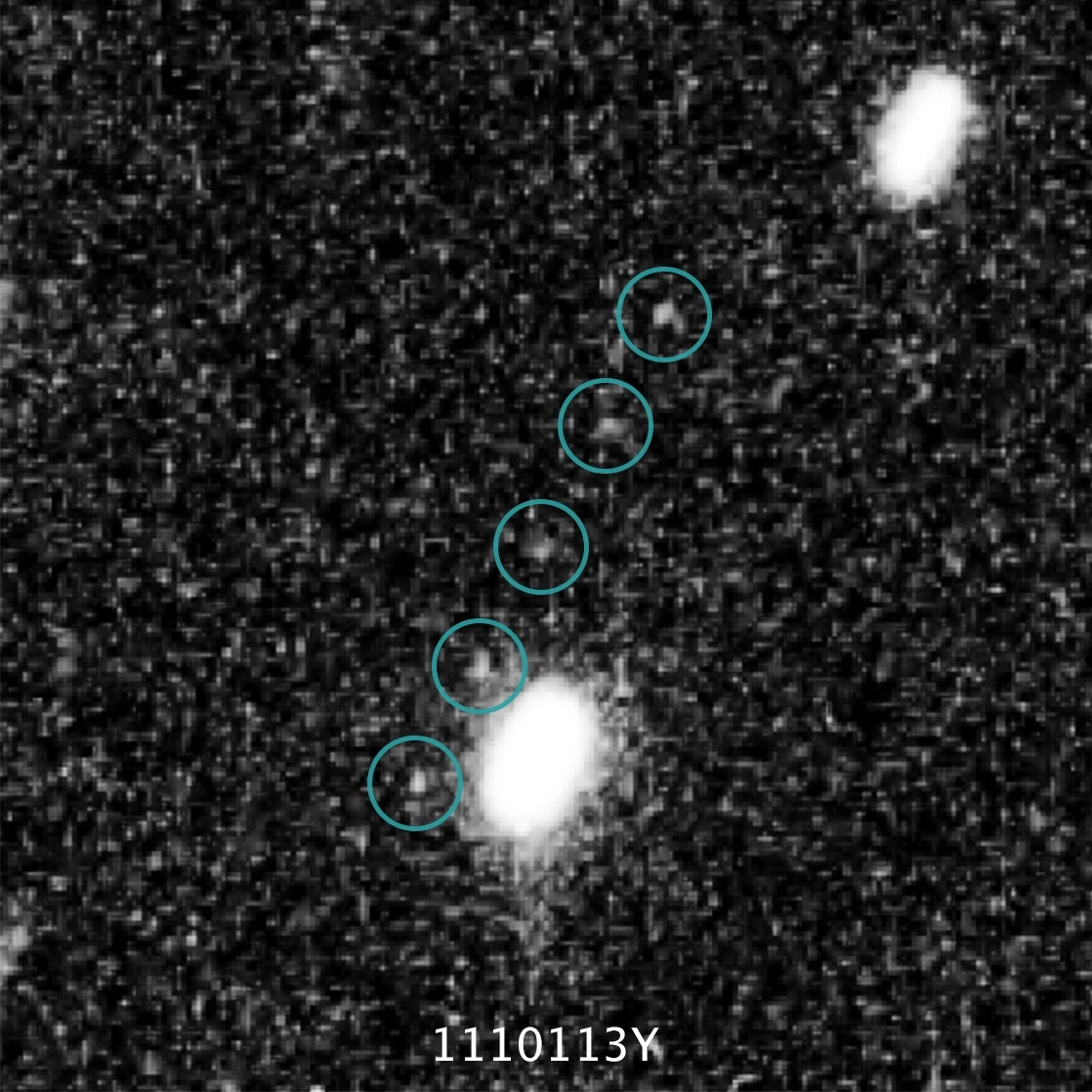
Composietfoto van de ontdekking van 2014 MU_{69}. De vijf foto's werden met 10 minuten interval genomen.

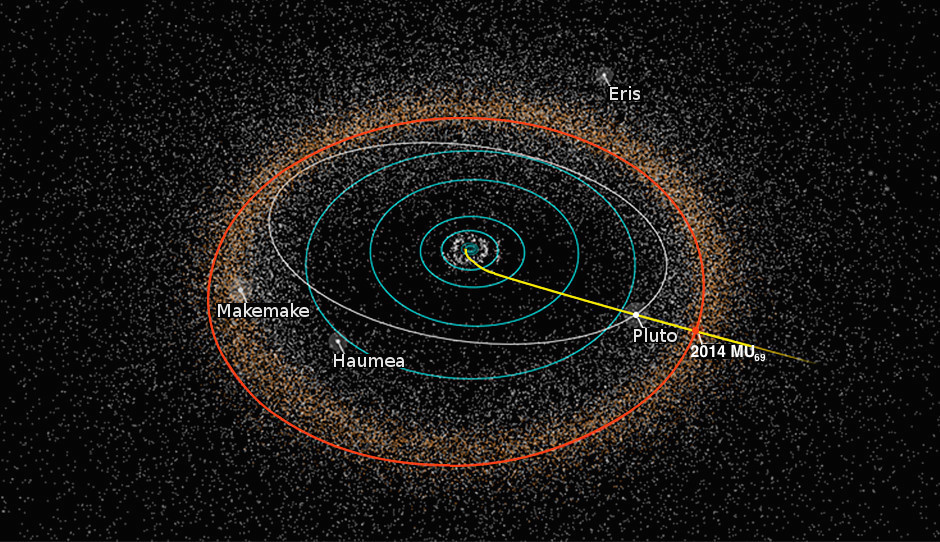
Traject van New Horizons kruisend met de baan van 2014 MU_{69}

Arrokoth of (486958) Arrokoth (werknaam voor de New Horizons missie: Ultima Thule) is een transneptunisch object in de Kuipergordel, dat op 26 juni 2014 werd ontdekt aan de hand van beelden van de Hubble-ruimtetelescoop. Op 12 november 2019 kreeg de planetoïde de officiële naam Arrokoth. Arrokoth betekent lucht/hemel in de taal van de Powhatan.
Op 1 januari 2019 passeerde de ruimtesonde New Horizons met een snelheid van 14,3 km/s op een afstand van 3.500 km langs 2014 MU69, nadat deze in 2015 haar hoofddoel Pluto op een driemaal zo grote afstand was gepasseerd.
Uit een foto in zeer lage resolutie die New Horizons een dag voor de scheervlucht doorstuurde bleek dat Arrokoth een diameter van ongeveer 15 km heeft en zo’n 35 kilometer lang is.
Tot gedetailleerdere foto’s van New Horizons binnen kwamen was het de vraag welke vorm Arrokoth zou hebben. Dit kon zijn:
- een langwerpig object met twee verdikkingen aan de uiteinden
- een tweetal objecten die op elkaar gebotst zijn en aan elkaar vast zitten
- een tweetal objecten die om elkaar draaien en elkaar net niet raken.

Op 2 januari 2019 werd vastgesteld dat het om twee samengevoegde objecten ging. De vergelijking met een sneeuwpop werd gemaakt. Het object heeft een grote 'romp' – die vanaf nu wordt aangeduid als Ultima – en een wat kleiner 'hoofd' – dat vanaf nu wordt aangeduid als Thule. Arrokoth is rood gekleurd en de “hals” is opvallend licht gekleurd. De lengte werd nauwkeuriger vastgesteld op 33 kilometer. Op 8 februari 2019 maakte APL bekend dat de vergelijking met een sneeuwpop niet klopte: Ultima is minder bol dan eerder werd aangenomen en is eerder met de vorm van een platte steen te vergelijken. Ook het Thule-deel is niet erg bol.
Arrokoth is het eerste hemellichaam dat door een ruimtesonde werd bezocht terwijl het nog niet ontdekt was toen die sonde werd gelanceerd. Tevens is het tot nu toe het meest ver van de aarde verwijderde object dat ooit door een kunstmaan werd bezocht.
In totaal waren er 20 maanden nodig om alle informatie die tijdens de rendez-vous met Arrokoth is verzameld, naar de Aarde te verzenden; de laatste gegevens werden ontvangen in september 2020.

animatie, afgeleid van twee opnamen, die duidelijker de ruimtelijke vorm weergeeft.